# Afghanische Fußballnationalmannschaft
Die afghanische Fußballnationalmannschaft der Männer (Dari: تیم ملی فوتبال افغانستان Tīm-e Millī-e Fūtbāl-e Afghānestān, Paschtu: د افغانستان د فوټبال ملي لوبډله Da Afghānestān da Fūṭbāl Millī Lobḍala) ist die Auswahlmannschaft der Afghanistan Football Federation (AFF) und repräsentiert Afghanistan auf internationaler Ebene. Seit 2024 wird sie von Usmon Toshev trainiert.
Ihr erstes Länderspiel absolvierte die Nationalmannschaft 1941 gegen Britisch-Indien. Aufgrund des jahrzehntelang andauernden Krieges und anderen Unruhen politischer Natur im Land war es lange fast unmöglich, permanent eine Nationalmannschaft aufzubauen. So fanden vor allem in den Anfangsjahren der Nationalmannschaft Länderspiele nur in Abständen von vielen Jahren, von 1959 bis 1976 sowie von 1984 bis 2002, insgesamt 35 Jahre, überhaupt keine Spiele statt. Erst seit einigen Jahren finden regelmäßig und mehrmals im Jahr Länderspiele der afghanischen Nationalmannschaft statt.
Dementsprechend ist Afghanistan international relativ erfolglos; die Qualifikation zur Asien- oder zur Weltmeisterschaft gelang bisher noch nicht. Größere Erfolge feierte die Nationalmannschaft erst in jüngster Vergangenheit; den größten stellt der Gewinn der Südasienmeisterschaft 2013 dar. Zudem erreichte man 2011 und 2015 zweimal das Finale des Wettbewerbs sowie 2014 das Halbfinale des AFC Challenge Cups. Diese Entwicklungen wurden 2013 mit dem FIFA-Fairplay-Preis ausgezeichnet.

## Geschichte
→ siehe auch: Fußball in Afghanistan

### Anfänge (1941–1954)
Bereits 1922 wurde die Afghanistan Football Federation gegründet, jedoch existierten lange Zeit keine organisierte Vereine oder gar eine Nationalmannschaft. Der erste Verein, der Mahmoudiyeh FC, wurde 1934 gegründet, der Ariana Kabul FC 1941.
19 Jahre nach der Gründung der AFF wurde im August 1941 erstmals ein Fußballländerspiel in der Geschichte des afghanischen Fußballs ausgetragen. Im Rahmen des Afghanistan Independence Tournament, ein jährlich stattfindendes Fest zur Unabhängigkeit des Landes, wurden im August 1941 zwei Länderspiele ausgetragen. Jedoch sind die genaueren Daten dieser Spiele unklar. Von den meisten Quellen wird das Spiel gegen Iran als das erste Länderspiel Afghanistans angesehen, jedoch soll die Nationalmannschaft im selben Monat auch ein Länderspiel gegen Britisch-Indien absolviert haben; ein genaues Datum ist nicht bekannt. Ob das Spiel überhaupt stattgefunden hat, ist unklar, da sie nur in einer Quelle in einem Rückblick erwähnt wurde. Zudem bestritt eine Auswahl aus Spielern aus der Stadt Kandahar bereits am 16. August ein Spiel gegen eine iranische Auswahl (0:5). Das Spiel gegen Iran, welches je nach Quelle am 24. oder am 25. August 1941 stattfand, endete offiziell 0:0; einige iranische Quellen berichten aber, dass Afghanistan durch einen strittigen Elfmeter in letzter Minute mit 1:0 gewann. Aus diplomatischen Gründen wurde wohl entschieden, das Spiel als Unentschieden zu werten. Die erste Nationalmannschaft, die ausschließlich aus Spielern von Ariana Kabul bestand, spielte mit folgenden Spielern: Sayed Karim Gholam-Ali, Mohammad Hakim, Hassan Karimi, Khan Mohammad, Molavi Mohammad Seddiq, Aziz Seraj, Karim Seraj, Ahmad Shah, Abdul Ghafoor Tajer.
In den folgenden Jahren stabilisierte sich der Vereinsfußball in Afghanistan, sodass 1946 eine afghanische Fußballliga, die Afghanistan Premier League, gegründet wurde. 1948 trat der Verband dem Weltfußballverband FIFA bei. Im selben Jahr nahm erstmals eine afghanische Nationalmannschaft an den Olympischen Spielen teil. In der Vorrunde des olympischen Fußballturniers trat sie am 26. Juli 1948 gegen Luxemburg an; in Brighton verlor man vor 5000 Zuschauern mit 0:6. Dieses Spiel war somit das erste offizielle Länderspiel Afghanistans. Die Aufstellung lautete: Abdul Ghafoor Assar – Mohamed Ibrahim Gharzai, Abdul Ghafoor Yusufzai – Abdul Shakur Azimi, Yar Mohamed Barakzai, Abdul Ahat Kharot – Mohamad Anwar Kharot, Anwar Afzal, Abdul Ghani Assar, Abdul Hamid Tajik, Mohammed Sarwar Yusufzai.
Ihr erstes internationales Turnier spielte Afghanistan bei den ersten Asienspielen 1951. Nach Niederlagen im Halbfinale gegen Indien (0:3) und im Spiel um den dritten Platz gegen Japan (0:2) belegte man den vierten Platz unter sechs Teilnehmern. Auch die zweite Teilnahme 1954 verlief wenig erfolgreich; nach zwei Niederlagen gegen Südkorea (2:8) und Hong Kong (2:4) endete das Turnier bereits in der Gruppenphase.
Erst fünf Jahre später absolvierte eine afghanische Nationalmannschaft wieder ein Länderspiel: in der 1. Qualifikationsrunde zu den Olympischen Spielen 1960 setzte es am 27. September 1959 eine 2:5-Niederlage gegen Indien. Das geplante Rückspiel fand nicht statt, da sich Afghanistan zurückzog. Nach diesem Spiel verschwand die Nationalmannschaft aus dem Spielbetrieb. Das Spiel gegen Indien war das vorerst letzte Länderspiel von Afghanistan für 16 Jahre, und schon seit 1955 wurde kein geregelter Vereinsfußball mehr gespielt.

### Vorübergehende Wiederaufnahme des Spielbetriebs (1976–1984)
Erst ab 1975 fanden wieder Länderspiele statt, als Afghanistan an der Qualifikation zur Asienmeisterschaft 1976 teilnahm. Auch an der Qualifikation zur Asienmeisterschaft 1980 und für das Turnier 1984 nahm das Team teil, blieb aber jeweils sieglos und konnte sich nie für die Endrunde qualifizieren.

### Neubeginn (2002–2008)
Unter den Auswirkungen der Sowjetischen Intervention in Afghanistan ab 1980 und der darauffolgenden Herrschaft der Taliban fanden ab 1985 wiederum für einen längeren Zeitraum keine Länderspiele statt. Erst bei den Asien-Spielen im koreanischen Busan im Jahr 2002 gab es wieder ein internationales Pflichtspiel einer afghanischen Mannschaft.
Im Januar 2003 nahm Afghanistan an der Fußball-Südasienmeisterschaft 2003 und damit zum ersten Mal an einer Südasienmeisterschaft teil. Den ersten Sieg in seiner Geschichte errang die Mannschaft im März 2003 gegen Kirgisistan in einem Qualifikationsspiel zur Asienmeisterschaft mit 2:1. Die A-Nationalmannschaft nahm auch an der WM-Qualifikation für die Weltmeisterschaft 2006 teil, scheiterte allerdings schon in der ersten Runde gegen Turkmenistan (0:11 und 0:2). Auch in der WM-Qualifikation 2010 scheiterte man bereits in der ersten Runde, diesmal an Syrien (0:3, 1:2).

### Die Ära Kargar: Gewinn der Südasienmeisterschaft und FIFA-Fairplay-Preis (2008–2015)

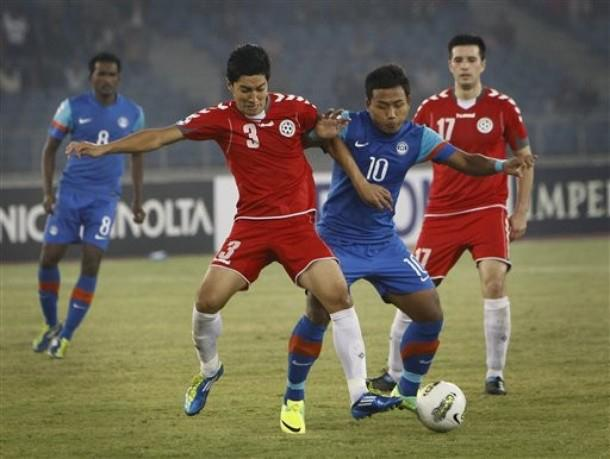
Zohib Islam Amiri (links) im Spiel gegen Indien bei der Südasienmeisterschaft 2011

Eine Reihe afghanischer Nationalspieler spielte im deutschen Amateurfußball, unter anderem Djelaludin Sharityar, Obaidulla Karimi, Yusuf Barak, Said Daftari, Harez Habib, Ata Yamrali, Milad Salem, Mansur Faqiryar, Saboor Khalili und Mustafa Hadid.
Der größte Erfolg der afghanischen Nationalmannschaftsgeschichte bis 2013 war das Erreichen des Finales der Südasienmeisterschaft 2011, wo man im Gruppenspiel gegen Bhutan mit einem 8:1 auch den höchsten Sieg der Geschichte feierte. Anfang 2013 gab der Sportdirektor der Afghanischen Fußballnationalmannschaft bekannt, dass sie den Aufbau von U-Mannschaften organisieren möchten. Dafür werden zum ersten Mal in der Geschichte Scoutingteams durch Europa reisen, gestartet wird in Hamburg.
Am 20. August 2013 fand im AFF-Stadion ein Länderspiel zwischen den Nationalmannschaften Afghanistans und Pakistans statt. Es war für die Afghanen das erste Heimspiel nach zehn Jahren. Sie gewannen es mit 3:0. Am 11. September 2013 gewann Afghanistan zum ersten Mal die Südasienmeisterschaft nach einem 2:0-Sieg im Finale gegen Indien, was der größte Erfolg der Geschichte der Nationalmannschaft ist. Der afghanische Fußballverband wurde 2013 mit dem FIFA-Fairplay-Preis gewürdigt, da sich der afghanische Fußball trotz Sicherheitsprobleme und finanzieller Engpässe hervorragend weiterentwickelt habe.
Da der Cheftrainer Mohammad Yousef Kargar 2014 vom AFC vorübergehend gesperrt wurde, übernahm Erich Rutemöller die Mannschaft beim AFC Challenge Cup 2014. Im Herbst 2014 kehrte Kargar zur Nationalmannschaft als Trainer zurück und übte diesen Posten bis zu einem Anschlag auf ihn (Kargar) am 10. Januar 2015 aus.

### Gegenwart (seit 2015)

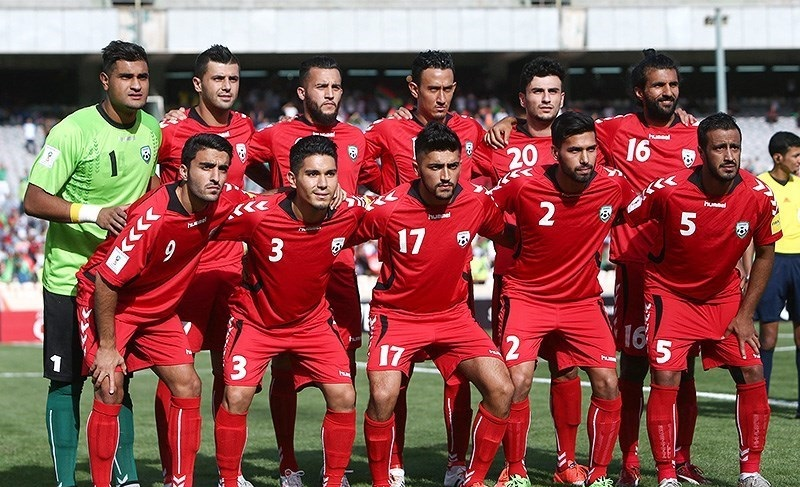
Die afghanische Nationalmannschaft vor dem WM-Qualifikationsspiel gegen Japan (2015)

Im Juni 2014 wurde in São Paulo die Central Asian Football Association (CAFA), der Zentralasiatische Fußballverband, gegründet. Afghanistan wird nun künftig an der Zentralasienmeisterschaft teilnehmen.
Vom 9. Februar 2015 an war der 43 Jahre alte deutsch-bosnische Trainer Slaven Skeledžić als Nachfolger Kargars Chefcoach Afghanistans. Skeledžić führte die Nationalmannschaft gegen Laos zum ersten WM-Qualifikationssieg überhaupt. Ende Oktober wurde er von seinen Aufgaben entbunden, nachdem Afghanistan in der Qualifikation zur Fußballweltmeisterschaft 2018 vorzeitig scheiterte. Mit Wirkung vom 1. November 2015 wurde der Kroate Petar Šegrt als neuer Nationaltrainer unter Vertrag genommen. Unter Šegrt spielte die Mannschaft bei der Südasienmeisterschaft 2015. Afghanistan gewann alle Gruppenspiele sowie das Halbfinale gegen Sri Lanka. Šegrt war damit der erste Trainer Afghanistans, der seine ersten fünf Spiele gewonnen hat. Man verlor jedoch das Finale gegen Indien mit 1:2 n. V. Dank eines 2:1-Sieges gegen Singapur erreichte man erstmals die 3. Qualifikationsrunde zur Asienmeisterschaft 2019.
Nach internen Streitigkeiten trat Petar Šegrt im November 2016 trotz des ursprünglich bis 2020 laufenden Vertrages vorzeitig zurück. Für das Spiel gegen Tadschikistan am 13. November 2016 (0:1) übernahm Anoush Dastgir interimsweise den Trainerposten und ist mit 26 Jahren und 352 Tagen der jüngste A-Nationalmannschaftstrainer aller Zeiten. Im Februar 2017 wurde Otto Pfister zu Šegrts Nachfolger bestimmt. Unter ihm verpasste die Nationalmannschaft die erstmalige Qualifikation zur Asienmeisterschaft 2019. Nachdem Pfisters Vertrag nach dem letzten Qualifikationsspiel gegen Kambodscha (2:1) am 27. März 2018 ausgelaufen ist, wurde der ehemalige Interimstrainer Anoush Dastgir zum neuen Nationaltrainer ernannt.

## Trainer
| Nr.                                 | Name                                | von 1                               | bis 1                               | Sp   | S  | U  | N  | Tore    | Quote 2 | Pkt. | Erfolge                                        |
| ----------------------------------- | ----------------------------------- | ----------------------------------- | ----------------------------------- | ---- | -- | -- | -- | ------- | ------- | ---- | ---------------------------------------------- |
|                                     | unbekannt                           | 21. Aug. 1941                       | 27. Aug. 1959                       |      |    |    |    |         |         |      | 4. Platz Asienspiele 1951                      |
| Bilanz 1941–1959 3                  | Bilanz 1941–1959 3                  | Bilanz 1941–1959 3                  | Bilanz 1941–1959 3                  | 010  | 0  | 01 | 09 | 007:039 | 0.1     |      |                                                |
| 1.                                  | Salenko                             | 2. Apr. 1975                        |                                     |      |    |    |    |         |         |      |                                                |
| 2.                                  | Sergey Salnikov                     |                                     |                                     |      |    |    |    |         |         |      |                                                |
| 3.                                  | Nikolai Efimov                      |                                     |                                     |      |    |    |    |         |         |      |                                                |
| 4.                                  | Islam Gul                           |                                     |                                     |      |    |    |    |         |         |      |                                                |
| 5.                                  | Sayed Ahmad Zia Muzafari            |                                     |                                     |      |    |    |    |         |         |      |                                                |
| 6.                                  | Khwaja Aziz                         |                                     |                                     |      |    |    |    |         |         |      |                                                |
| 7.                                  | Gennadi Sarychev                    |                                     | 20. Sep. 1984                       |      |    |    |    |         |         |      |                                                |
| Bilanz 1975–1984 4                  | Bilanz 1975–1984 4                  | Bilanz 1975–1984 4                  | Bilanz 1975–1984 4                  | 018  | 01 | 04 | 13 | 010:054 | 0.39    |      |                                                |
| 8.                                  | Mir Ali Asghar Akbarzada            | 10. Jan. 2003                       | 18. März 2003                       | 005  | 01 | 0  | 04 | 002:011 | 0.60    | 3    |                                                |
| 9.                                  | Mohammad Yousef Kargar              | 19. Nov. 2003                       | 23. Nov. 2003                       | 002  | 0  | 0  | 02 | 000:013 | 0       | 0    |                                                |
| 10.                                 | Klaus Stärk                         | 9. Nov. 2005                        | 8. Juni 2008                        | 013  | 02 | 05 | 06 | 013:030 | 0.85    | 11   |                                                |
| 11.                                 | Mohammad Yousef Kargar 5            | 30. Juli 2008                       | 11. Sep. 2013                       | 030  | 13 | 05 | 12 | 040:043 | 1.47    | 44   | Vizesüdasienmeister 2011, Südasienmeister 2013 |
| 11.                                 | Erich Rutemöller (interim) 5        | 13. Apr. 2014                       | 29. Mai 2014                        | 009  | 02 | 04 | 03 | 007:008 | 1.11    | 10   | 4. Platz AFC Challenge Cup 2014                |
| 11.                                 | Hosein Saleh (interim) 5            | 6. Feb. 2015                        | 6. Feb. 2015                        | 001  | 0  | 0  | 01 | 001:002 | 0       | 0    |                                                |
| 12.                                 | Slaven Skeledžić                    | 29. Mai 2015                        | 13. Okt. 2015                       | 008  | 02 | 01 | 05 | 006:021 | 0.88    | 7    |                                                |
| 13.                                 | Petar Šegrt                         | 12. Nov. 2015                       | 11. Okt. 2016                       | 0010 | 06 | 01 | 03 | 023:012 | 1.9     | 18   | Vizesüdasienmeister 2015                       |
| 13.                                 | Anoush Dastgir (interim) 7          | 13. Nov. 2016                       | 13. Nov. 2016                       | 001  | 0  | 0  | 01 | 000:001 | 0       | 0    |                                                |
| 14.                                 | Otto Pfister                        | 23. März 2017                       | 27. März 2018                       | 009  | 03 | 03 | 03 | 011:014 | 1.33    | 12   |                                                |
| 15.                                 | Anoush Dastgir                      | 19. Aug. 2018                       |                                     | 006  | 01 | 04 | 06 | 006:023 | 0.64    | 7    |                                                |
| Bilanz seit 2003                    | Bilanz seit 2003                    | Bilanz seit 2003                    | Bilanz seit 2003                    | 099  | 30 | 23 | 46 | 109:178 | 1.14    |      |                                                |
| Gesamt 6 (Stand: 19. November 2019) | Gesamt 6 (Stand: 19. November 2019) | Gesamt 6 (Stand: 19. November 2019) | Gesamt 6 (Stand: 19. November 2019) | 127  | 31 | 28 | 68 | 126:271 | 0.95    |      |                                                |

Anmerkungen:

## Rekorde

### Rekordnationalspieler

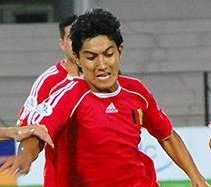
Zohib Islam Amiri ist der Rekordnationalspieler Afghanistans

→siehe auch: Liste der afghanischen Fußballnationalspieler
Seit 1941 absolvierte Afghanistan 128 offiziell von der WFER bzw. 123 offiziell von der FIFA anerkannte Länderspiele. Vor allem in den Anfangsjahren des Verbandes und während der vorübergehenden Wiederaufnahme des Spielbetriebs Mitte der 1970er Jahre fanden zahlreiche inoffizielle Länderspiele statt. Bspw. nahm die Nationalmannschaft 1976 am Quaid-e-Azam International Cup teil, die absolvierten Länderspiele werden aber nicht anerkannt. Da bis in die 2000er Jahre hinein die meisten Spiele bezüglich der Aufstellung nicht hinreichend dokumentiert wurden, ist es praktisch unmöglich, eine Aussage über den Rekordnationalspieler Afghanistans zu tätigen. Erst seit 2003 wurden die meisten Länderspiele auch dokumentiert und die Aufstellungen sowie Ein- und Auswechslungen auch festgehalten. Die folgende Liste schafft einen Überblick über die Rekordnationalspieler Afghanistans seit 2003. Von sieben Spielen zwischen 2005 und 2008 sind aber keine Aufstellungen bekannt, sodass die Liste nicht als vollständig betrachtet werden kann:
| Rang | Name                    | Länderspiele | Aktive Jahre |
| ---- | ----------------------- | ------------ | ------------ |
| 1    | Zohib Islam Amiri       | 56 1         | seit 2005    |
| 2    | Faysal Shayesteh        | 44           | seit 2014    |
| 3    | Djelaludin Sharityar    | 38 2         | 2007–2015    |
| 3    | Abassin Alikhil         | 38           | seit 2011    |
| 5    | Mustafa Hadid           | 37 2         | seit 2008    |
| 6    | Ahmad Hatifie           | 34           | 2011–2016    |
| 7    | Mohammad Yusef Mashriqi | 30           | 2011–2014    |
| 7    | Ovays Azizi             | 30           | seit 2015    |
| 9    | Hassan Amin             | 28           | seit 2014    |
| 10   | Israfeel Kohistani      | 27 1         | 2005–2013    |
| 10   | Hashmatullah Barekzai   | 27 2         | 2007–2014    |

Anmerkungen:

### Rekordtorschützen

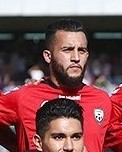
Faysal Shayesteh erzielte bisher neun Tore im Dress der Nationalmannschaft

Auch die Torschützen der Nationalmannschaft sind erst seit 2003 hinreichend dokumentiert, im Gegensatz zu den Aufstellungen geschah dies aber lückenlos. Über die Torschützen der 13 Tore in den Spielen vor 1984 ist wenig bekannt; die einzig dokumentierten Tore waren die zwei Tore bei der 2:5-Niederlage beim Qualifikationsspiel zu Olympia 1960 gegen Indien am 28. August 1959; die beiden Torschützen hießen Ayubi und Mosa. Die folgende Liste schafft einen Überblick über die Rekordtorschützen Afghanistans seit 2003:
| Rang | Name                  | Tore | Länderspiele | Aktive Jahre |
| ---- | --------------------- | ---- | ------------ | ------------ |
| 1    | Belal Arezou          | 9    | 26           | 2011–2017    |
| 1    | Faysal Shayesteh      | 9    | 44           | seit 2014    |
| 3    | Khaibar Amani         | 7    | 21           | seit 2015    |
| 4    | Sandjar Ahmadi        | 6    | 22           | 2011–2015    |
| 4    | Zohib Islam Amiri     | 6    | 56 1         | seit 2005    |
| 6    | Hashmatullah Barekzai | 5    | 27 2         | 2007–2014    |
| 7    | Harez Habib           | 4    | 16           | 2007–2013    |
| 7    | Ahmad Hatifie         | 4    | 34           | 2011–2016    |

Anmerkungen:

### Meiste Spiele als Kapitän
Erstmals wurde beim AFC Challenge Cup 2006 der Kapitän der afghanischen Nationalmannschaft dokumentiert. Die folgende Liste schafft einen Überblick über die Rekordkapitäne Afghanistans seit 2006. Vom Spiel gegen Tadschikistan am 17. November 2010 (0:1) ist kein Kapitän bekannt:
| Rang | Name                    | Spiele 1 | Erstes Spiel 1    | Letztes Spiel 1   | Turniere (Spiele) 1                                     | Titel 1              |
| ---- | ----------------------- | -------- | ----------------- | ----------------- | ------------------------------------------------------- | -------------------- |
| 1    | Zohib Islam Amiri       | 17       | 3. Dezember 2011  | 29. Mai 2014      | Challenge-Cup 2014 (4) 3, SAFF-Cup 2011 (2) 2, 2013 (5) | Südasienmeister 2013 |
| 2    | Bashir Ahmad Saadat     | 16       | 3. April 2006     | 20. Oktober 2008  | Challenge-Cup 2006 (2), 2008 (3), SAFF-Cup 2008 (3)     |                      |
| 2    | Faysal Shayesteh        | 16       | 12. November 2015 | 19. August 2018   | SAFF-Cup 2015 (5)                                       |                      |
| 4    | Djelaludin Sharityar    | 13       | 5. Dezember 2011  | 13. Oktober 2015  | SAFF-Cup 2011 (1) 2                                     |                      |
| 5    | Farshad Noor            | 8        | 28. Dezember 2018 |                   |                                                         |                      |
| 6    | Israfeel Kohistani      | 7        | 23. März 2011     | 3. Juli 2011      |                                                         |                      |
| 7    | Ali Ahmad Yarzada       | 2        | 7. Dezember 2009  | 9. Dezember 2009  | SAFF-Cup 2009 (2)                                       |                      |
| 7    | Hassan Amin             | 2        | 28. März 2017     | 20. März 2019     |                                                         |                      |
| 7    | Sharif Mukhammad        | 2        | 5. September 2017 | 25. Dezember 2018 |                                                         |                      |
| 10   | Belal Arezou            | 1        | 7. Dezember 2011  | 7. Dezember 2011  | SAFF-Cup 2011 (1) 2                                     |                      |
| 10   | Mohammad Yusef Mashriqi | 1        | 9. Dezember 2011  | 9. Dezember 2011  | SAFF-Cup 2011 (1) 2                                     |                      |
| 10   | Hamidullah Yousufzai    | 1        | 11. Dezember 2011 | 11. Dezember 2011 | SAFF-Cup 2011 (1) 2                                     |                      |
| 10   | Mansur Faqiryar         | 1        | 29. Mai 2014      | 29. Mai 2014      | Challenge-Cup 2014 3                                    |                      |
| 10   | Ovays Azizi             | 1        | 5. September 2016 | 5. September 2016 |                                                         |                      |
| 10   | Mustafa Hadid           | 1        | 30. August 2017   | 30. August 2017   |                                                         |                      |
| 10   | Abassin Alikhil         | 1        | 27. März 2018     | 27. März 2018     |                                                         |                      |

Anmerkungen:

### Rekordtorhüter
Im Gegensatz zu den fehlenden Aufstellungen der sieben o. g. Spiele lassen sich die Einsätze der Torhüter mit Video- und Bildmaterial belegen. Nur vom Spiel gegen Tadschikistan am 9. November 2005 (0:4) ist keine Aufstellung bekannt und weder Bild- noch Videomaterial vorhanden. Die folgende Liste schafft einen Überblick über die Rekordtorhüter der Nationalmannschaft seit 2003:
| Rang | Name                 | Spiele | ohne Gegentor (abs.) | ohne Gegentor (rel.) | Turniere 1                                            | Titel 1              |
| ---- | -------------------- | ------ | -------------------- | -------------------- | ----------------------------------------------------- | -------------------- |
| 1    | Ovays Azizi          | 30     | 6                    | 20 %                 | SAFF-Cup 2015                                         |                      |
| 2    | Mansur Faqiryar      | 23     | 13                   | 57 %                 | Challenge-Cup 2014; SAFF-Cup 2013                     | Südasienmeister 2013 |
| 3    | Shamsuddin Amiri     | 18     | 2                    | 11 %                 | Challenge-Cup 2006, 2008; SAFF-Cup 2005, 2008         |                      |
| 4    | Hamidullah Yousufzai | 15     | 4                    | 27 %                 | Challenge-Cup 2014*; SAFF-Cup 2005*, 2009, 2011, 2013 | Südasienmeister 2013 |
| 5    | Abdul Salem Jamshid  | 5      | 0                    | 0 %                  | SAFF-Cup 2003                                         |                      |
| 6    | Fardeen Kohistani    | 4      | 2                    | 50 %                 | SAFF-Cup 2015*                                        |                      |
| 7    | Hamidullah Wakili    | 3      | 1                    | 33 %                 |                                                       |                      |
| 8    | Faisal Hamidi        | 2      | 0                    | 0 %                  |                                                       |                      |
| 9    | Mohammad Nader Aimi  | 1      | 0                    | 0 %                  | SAFF-Cup 2003*                                        |                      |
| 9    | Bashir Darman        | 1      | 0                    | 0 %                  | SAFF-Cup 2011                                         |                      |
| 9    | Emal Gariwal         | 1      | 0                    | 0 %                  | Challenge-Cup 2006*, 2008*; SAFF-Cup 2008*            |                      |

Die längste Serie ohne Gegentor stammt von Mansur Faqiryar. Während der gesamten Südasienmeisterschaft 2013 bekam er nur ein Gegentor und blieb 324 Minuten ohne Gegentor. Erst im übernächsten Testspiel gegen Tadschikistan (0:1) riss Faqiryars Serie, als Nuriddin Davronov bereits in der 2. Minute den Endstand erzielte. Somit blieb Faqiryar insgesamt 416 Minuten ohne Gegentor und spielte in vier aufeinanderfolgenden Spielen zu Null. Die alte Bestmarke hielt Hamidullah Yousufzai, der während der Südasienmeisterschaft 2011 insgesamt 251 Minuten ohne Gegentor blieb. Zudem schaffte es Faqiryar, zwischen dem 4. September 2013 und dem 14. Mai 2014 in 619 Minuten nur ein Gegentor zu bekommen. Ovays Azizi schaffte dies in 522 Minuten.
Azizi erhielt zwischen dem 12. November und dem 28. Dezember 2015 in 302 aufeinanderfolgenden Minuten kein Gegentor, dabei spielte er in den Spielen gegen Kambodscha, Bangladesch und Bhutan zu Null. Shamsuddin Amiri seinerseits blieb zwischen dem 26. Oktober 2007 und dem 4. Juni 2008 218 Minuten ohne Gegentor. Er war der erste Torwart seit der Wiederaufnahme des Spielbetriebs 2003, der ohne Gegentor blieb (beim 0:0 gegen Bangladesch) und der erste, der die 200-Minuten-Marke überschritt.
Die absolut gesehen meisten Spiele ohne Gegentor bestritt Mansur Faqiryar; in 13 von seinen 23 Einsätzen spielte er zu Null, was einer beachtlichen Quote von 57 % entspricht. Er überschritt zudem als einziger Afghane viermal die 200-Minuten-Marke ohne Gegentor. Je zweimal länger als 200 Minuten ohne Gegentor blieben außerdem Hamidullah Yousufzai und Ovays Azizi.
Die wenigsten Gegentore bekam Faqiryar; in 23 Spielen musste er nur 16-mal hinter sich greifen, was einer Quote von 0,7 Gegentoren pro Spiel entspricht. In seinen ersten 16 Länderspielen waren es sogar nur sechs Gegentore. Nur Yousufzai kommt unter allen Torhütern mit mindestens 15 Länderspielen Faqiryar am nächsten. In 15 Spielen fing er sich 19 Gegentore (1,27). Ovays Azizi bekam in 18 Spielen 29 Gegentore (1,61), wobei er sich 16 Gegentore in nur drei Spielen fing; ohne diese kommt er als zweiter Torwart auf einen Schnitt unter einem Gegentor pro Spiel (0,87).
Anmerkungen:

## Umfeld der Nationalmannschaft

### Spielorte
Das Nationalstadion Afghanistans ist das Ghazi-Stadion in Kabul. Jedoch entspricht das Stadion den Regularien der FIFA nicht, sodass seit dem WM-Qualifikationsspiel gegen Turkmenistan 2003 kein Spiel mehr hier absolviert wurde. Stattdessen benutzt man das mithilfe des FIFA-Projektes Goal erbaute AFF-Stadion als neue Heimspielstätte. Aufgrund des Krieges in Afghanistan sind Heimspiele der afghanischen Nationalmannschaft jedoch nahezu unmöglich, da keiner Mannschaft genügend Sicherheit geboten werden kann. Deswegen werden offizielle Länderspiele von der FIFA in der Regel verboten. Ausnahmen bildeten die Länderspiele Afghanistans gegen Pakistan am 20. August 2013 sowie gegen Palästina am 19. August 2018.
Um sich auf Spiele vorzubereiten, reist man seit Anfang der 2010er Jahre zu Trainingslagern nach Dubai oder Katar. Auch die „Heimspiele“ werden im Ausland ausgetragen. Für die Qualifikationsspiele zur Weltmeisterschaft 2018, wo Afghanistan erstmals die 2. Runde erreichte und somit auch erstmals berechtigt war, Heimspiele zu absolvieren, spielte man auf neutralen Plätzen im Iran (Teheran, Maschhad). Für die Asienmeisterschafts-Qualifikationsspiele 2019 wich die Nationalmannschaft nach Duschanbe in Tadschikistan aus.

### Spielkleidung

#### Heimtrikots
Die traditionelle Farbe der Heimtrikots ist Rot. Seit 2003 hat sich die Farbe nicht geändert, nur das Design wurde mit den Turnieren verändert.
| SAFF-Cup 2003 | WM-2006-Quali | 2005–2006 | 2007 | 2008 | 2009 | 2010–2011 | 2013 | 2014 | 2015–2016 |
| 2016–         |               |           |      |      |      |           |      |      |           |

#### Auswärtstrikot
Lange Zeit spielte die afghanische Nationalmannschaft komplett in Weiß. Erst im Jahr 2013 führte man die schwarze Hose ein.
| SAFF-Cup 2003 | WM-2006-Quali | 2005–2006 | 2007 | 2008 | 2009 | 2010–2011 | 2013 | 2014 | 2015–2016 |
| 2016–         |               |           |      |      |      |           |      |      |           |

### Ausrüster und Sponsoren
Seit den Asienspielen 2002 war der japanische Sportartikelhersteller Asics der offizielle Ausrüster der Mannschaft. 2005 wechselte man den Ausrüster und unterschrieb beim deutschen Hersteller Adidas; erstmals wurden die Trikots für die Südasienmeisterschaft 2005 hergestellt. Nach dem Ausscheiden beim AFC Challenge Cup 2008 unterschrieb man im darauffolgenden Jahr einen Zwei-Jahres-Vertrag beim Hersteller Hummel, der die Nationalmannschaft fortan ausrüstete. 2011 wurde der auslaufende Vertrag um vier Jahre bis zum 30. Juni 2015 verlängert. Am 6. März 2015 wurde Vertrag mit dem dänischen Hersteller wiederum um vier Jahre verlängert.
Der Hauptsponsor der Nationalmannschaft ist seit 2015 die Alokozay GC, die sich auf die Produktion von schnelldrehenden Produkten spezialisiert hat. Zunächst zierte das Logo der AGC die Brust der Trainings- und Aufwärmtrikots der Offiziellen, seit 2016 wird stattdessen „Alokozay Cola“ beworben.
Im Dezember 2018 kündigte Hummel an, den afghanischen Fußballverband nicht mehr zu sponsern, nachdem Vorwürfe wegen physischen, psychischen und sexuellen Missbrauchs durch männliche Angestellte gegen Spielerinnen der Nationalmannschaft der Frauen des Landes aufgetaucht waren
| Jahre     | Ausrüster |
| --------- | --------- |
| 2002–2004 | Asics     |
| 2005–2008 | Adidas    |
| 2009–2018 | Hummel    |
| seit 2019 | Peak      |

## Aktuelles

### Länderspiele
Aufgelistet sind die Spiele der letzten zwölf Monate sowie zukünftig geplante Länderspiele. Die Ergebnisse werden aus afghanischer Sicht genannt.
| Datum         | Spielort           | Gegner        | Art des Spiels                   | Ergebnis  | Torschützen     |
| ------------- | ------------------ | ------------- | -------------------------------- | --------- | --------------- |
| 20. März 2019 | Kuala Lumpur (MAS) | Oman          | Airmarine-Pokal-Halbfinale       | 0:5 (0:3) |                 |
| 23. März 2019 | Kuala Lumpur (MAS) | Malaysia      | Airmarine-Pokal-Spiel um Platz 3 | 1:2 (1:1) | Shayesteh (32.) |
| 7. Juni 2019  | Duschanbe (TJK)    | Tadschikistan | Freundschaftsspiel               | 1:1 (0:0) | Haydary (79.)   |
| 6. Sep. 2019  | Doha (QAT)         | Katar         | WM-2022-/ AM-2023-Qualifikation  | 0:6 (0:4) |                 |
| 10. Sep. 2019 | Duschanbe (TJK)    | Bangladesch   | WM-2022-/ AM-2023-Qualifikation  | 1:0 (1:0) | Noor (27.)      |
| 10. Okt. 2019 | Maskat (OMN)       | Oman          | WM-2022-/ AM-2023-Qualifikation  | 0:3 (0:2) |                 |
| 14. Nov. 2019 | Duschanbe (TJK)    | Indien        | WM-2022-/ AM-2023-Qualifikation  | 1:1 (1:0) | Nazary (45.+ 1) |
| 18. Nov. 2019 | Duschanbe (TJK)    | Katar         | WM-2022-/ AM-2023-Qualifikation  | 0:1 (0:0) |                 |

- grüne Hintergrundfarbe = Sieg der afghanischen Mannschaft
- gelbe Hintergrundfarbe = Unentschieden
- rote Hintergrundfarbe = Niederlage der afghanischen Mannschaft

### Aktueller Betreuerstab
| Position         | Name                |
| ---------------- | ------------------- |
| Cheftrainer      | Abdullah al-Mutairi |
| Assistenztrainer | Shabir Isoufi       |
| Torwarttrainer   | Mansur Faqiryar     |
| Teammanager      | Mustafa Mehrzad     |
| Koordinator      | Sayed Ali Kazemi    |

## Teilnahme Afghanistans an internationalen Turnieren

### Weltmeisterschaft
| Weltmeisterschaft | Weltmeisterschaft                  | Weltmeisterschaft  | Weltmeisterschaft  | Weltmeisterschaft  | Weltmeisterschaft  | Weltmeisterschaft  | Weltmeisterschaft  | Weltmeisterschaft  |                                         | WM-Qualifikation          | WM-Qualifikation   | WM-Qualifikation   | WM-Qualifikation   | WM-Qualifikation   | WM-Qualifikation   | WM-Qualifikation   | WM-Qualifikation   | WM-Qualifikation |
| Jahr              | Gastgeber                          | Ergebnis           | Sp.                | S                  | U                  | N                  | T                  | GT                 | Jahr                                    | Ergebnis                  | Sp.                | S                  | U                  | N                  | T                  | GT                 |                    |                  |
| ----------------- | ---------------------------------- | ------------------ | ------------------ | ------------------ | ------------------ | ------------------ | ------------------ | ------------------ | --------------------------------------- | ------------------------- | ------------------ | ------------------ | ------------------ | ------------------ | ------------------ | ------------------ | ------------------ | ---------------- |
| 1930 bis 1938     | kein FIFA-Mitglied                 | kein FIFA-Mitglied | kein FIFA-Mitglied | kein FIFA-Mitglied | kein FIFA-Mitglied | kein FIFA-Mitglied | kein FIFA-Mitglied | kein FIFA-Mitglied | 1930 bis 1938                           | kein FIFA-Mitglied        | kein FIFA-Mitglied | kein FIFA-Mitglied | kein FIFA-Mitglied | kein FIFA-Mitglied | kein FIFA-Mitglied | kein FIFA-Mitglied | kein FIFA-Mitglied |                  |
| 1950 bis 2002     | nicht teilgenommen                 | nicht teilgenommen | nicht teilgenommen | nicht teilgenommen | nicht teilgenommen | nicht teilgenommen | nicht teilgenommen | nicht teilgenommen | 1950 bis 2002                           | nicht teilgenommen        | nicht teilgenommen | nicht teilgenommen | nicht teilgenommen | nicht teilgenommen | nicht teilgenommen | nicht teilgenommen | nicht teilgenommen |                  |
| 2006              | Deutschland                        | nicht qualifiziert | –                  | –                  | –                  | –                  | –                  | –                  | 2006                                    | 1. Runde                  | 2                  | 0                  | 0                  | 2                  | 0                  | 13                 |                    |                  |
| 2010              | Südafrika                          | nicht qualifiziert | –                  | –                  | –                  | –                  | –                  | –                  | 2010                                    | 1. Runde                  | 2                  | 0                  | 0                  | 2                  | 1                  | 5                  |                    |                  |
| 2014              | Brasilien                          | nicht qualifiziert | –                  | –                  | –                  | –                  | –                  | –                  | 2014                                    | 1. Runde                  | 2                  | 0                  | 1                  | 1                  | 1                  | 3                  |                    |                  |
| 2018              | Russland                           | nicht qualifiziert | –                  | –                  | –                  | –                  | –                  | –                  | 2018                                    | 2. Runde                  | 8                  | 3                  | 0                  | 5                  | 8                  | 24                 |                    |                  |
| 2022              | Katar                              | nicht qualifiziert | –                  | –                  | –                  | –                  | –                  | –                  | 2022                                    | 2. Runde                  | 8                  | 1                  | 3                  | 4                  | 5                  | 15                 |                    |                  |
| 2026              | Kanada/ Mexiko/ Vereinigte Staaten | nicht qualifiziert | –                  | –                  | –                  | –                  | –                  | –                  | Kanada/ Mexiko/ Vereinigte Staaten 2026 | 2. Runde                  | 8                  | 3                  | 2                  | 3                  | 5                  | 14                 |                    |                  |
| Gesamt            |                                    | nicht qualifiziert | 0                  | 0                  | 0                  | 0                  | 0                  | 0                  | Gesamt                                  | Bestes Ergebnis: 2. Runde | 30                 | 7                  | 6                  | 17                 | 20                 | 74                 |                    |                  |

### Asienmeisterschaft
| 1956 bis 1972 | nicht teilgenommen | nicht teilgenommen | nicht teilgenommen | nicht teilgenommen | nicht teilgenommen | nicht teilgenommen | nicht teilgenommen | nicht teilgenommen | 1956 bis 1972 | nicht teilgenommen        | nicht teilgenommen | nicht teilgenommen | nicht teilgenommen | nicht teilgenommen | nicht teilgenommen | nicht teilgenommen |
| 1976          | Iran               | nicht qualifiziert | –                  | –                  | –                  | –                  | –                  | –                  | 1976          | 1. Runde                  | 6                  | 0                  | 1                  | 5                  | 3                  | 18                 |
| 1980          | Kuwait             | nicht qualifiziert | –                  | –                  | –                  | –                  | –                  | –                  | 1980          | 1. Runde                  | 4                  | 0                  | 1                  | 3                  | 4                  | 11                 |
| 1984          | Singapur           | nicht qualifiziert | –                  | –                  | –                  | –                  | –                  | –                  | 1984          | 1. Runde                  | 4                  | 0                  | 1                  | 3                  | 1                  | 20                 |
| 1988 bis 2000 | nicht teilgenommen | nicht teilgenommen | nicht teilgenommen | nicht teilgenommen | nicht teilgenommen | nicht teilgenommen | nicht teilgenommen | nicht teilgenommen | 1988 bis 2000 | nicht teilgenommen        | nicht teilgenommen | nicht teilgenommen | nicht teilgenommen | nicht teilgenommen | nicht teilgenommen | nicht teilgenommen |
| 2004          | China              | nicht qualifiziert | –                  | –                  | –                  | –                  | –                  | –                  | 2004          | 1. Runde                  | 2                  | 1                  | 0                  | 1                  | 2                  | 5                  |
| 2007 bis 2015 | nicht teilgenommen | nicht teilgenommen | nicht teilgenommen | nicht teilgenommen | nicht teilgenommen | nicht teilgenommen | nicht teilgenommen | nicht teilgenommen | 2007 bis 2015 | nicht teilgenommen        | nicht teilgenommen | nicht teilgenommen | nicht teilgenommen | nicht teilgenommen | nicht teilgenommen | nicht teilgenommen |
| 2019          | VA Emirate         | nicht qualifiziert | –                  | –                  | –                  | –                  | –                  | –                  | 2019          | 3. Runde                  | 8                  | 3                  | 1                  | 6                  | 9                  | 26                 |
| 2024          | Katar              | nicht qualifiziert | –                  | –                  | –                  | –                  | –                  | –                  | 2024          | 3. Runde                  | 11                 | 1                  | 4                  | 6                  | 9                  | 21                 |
| Gesamt        |                    | nicht qualifiziert | 0                  | 0                  | 0                  | 0                  | 0                  | 0                  | Gesamt        | Bestes Ergebnis: 3. Runde | 35                 | 5                  | 8                  | 24                 | 28                 | 101                |

### Zentralasienmeisterschaft
| Zentralasienmeisterschaft | Zentralasienmeisterschaft | Zentralasienmeisterschaft | Zentralasienmeisterschaft | Zentralasienmeisterschaft | Zentralasienmeisterschaft | Zentralasienmeisterschaft | Zentralasienmeisterschaft | Zentralasienmeisterschaft |
| Jahr                      | Gastgeber                 | Ergebnis                  | Sp.                       | S                         | U                         | NL                        | T                         | GT                        |
| ------------------------- | ------------------------- | ------------------------- | ------------------------- | ------------------------- | ------------------------- | ------------------------- | ------------------------- | ------------------------- |
| 2018                      | Usbekistan                | nicht stattgefunden       | 0                         | 0                         | 0                         | 0                         | 0                         | 0                         |
| 2023                      | Usbekistan, Kirgisistan   | Vorrunde                  | 2                         | 0                         | 0                         | 2                         | 1                         | 7                         |
| Gesamt                    |                           | Bestes Ergebnis: Vorrunde | 2                         | 0                         | 0                         | 2                         | 1                         | 7                         |

### Südasienmeisterschaft (bis 2015)
| Südasienmeisterschaft | Südasienmeisterschaft | Südasienmeisterschaft    | Südasienmeisterschaft | Südasienmeisterschaft | Südasienmeisterschaft | Südasienmeisterschaft | Südasienmeisterschaft | Südasienmeisterschaft |
| Jahr                  | Gastgeber             | Ergebnis                 | Sp.                   | S                     | U                     | NL                    | T                     | GT                    |
| --------------------- | --------------------- | ------------------------ | --------------------- | --------------------- | --------------------- | --------------------- | --------------------- | --------------------- |
| 1993 bis 1999         | kein SAFF-Mitglied    | kein SAFF-Mitglied       | kein SAFF-Mitglied    | kein SAFF-Mitglied    | kein SAFF-Mitglied    | kein SAFF-Mitglied    | kein SAFF-Mitglied    | kein SAFF-Mitglied    |
| 2003                  | Bangladesch           | Vorrunde                 | 3                     | 0                     | 0                     | 3                     | 0                     | 6                     |
| 2005                  | Pakistan              | Vorrunde                 | 3                     | 1                     | 0                     | 2                     | 3                     | 11                    |
| 2008                  | Malediven/ Sri Lanka  | Vorrunde                 | 3                     | 0                     | 2                     | 1                     | 5                     | 7                     |
| 2009                  | Bangladesch           | Vorrunde                 | 2                     | 0                     | 0                     | 2                     | 1                     | 6                     |
| 2011                  | Indien                | Finale                   | 5                     | 3                     | 1                     | 1                     | 13                    | 7                     |
| 2013                  | Nepal                 | Südasienmeister          | 5                     | 4                     | 1                     | 0                     | 9                     | 1                     |
| 2015                  | Indien                | Finale                   | 5                     | 4                     | 0                     | 1                     | 17                    | 3                     |
| Gesamt                |                       | Bestes Ergebnis: Meister | 26                    | 12                    | 4                     | 10                    | 48                    | 41                    |

### AFC Challenge Cup (bis 2014)
| AFC Challenge Cup | AFC Challenge Cup | AFC Challenge Cup         | AFC Challenge Cup       | AFC Challenge Cup       | AFC Challenge Cup       | AFC Challenge Cup       | AFC Challenge Cup       | AFC Challenge Cup       |
| Jahr              | Gastgeber         | Ergebnis                  | Sp.                     | S                       | U                       | N                       | T                       | GT                      |
| ----------------- | ----------------- | ------------------------- | ----------------------- | ----------------------- | ----------------------- | ----------------------- | ----------------------- | ----------------------- |
| 2006              | Bangladesch       | Vorrunde                  | 3                       | 0                       | 2                       | 1                       | 3                       | 5                       |
| 2008              | Indien            | Vorrunde                  | 3                       | 0                       | 0                       | 3                       | 0                       | 10                      |
| 2010              | Sri Lanka         | Teilnahme zurückgezogen   | Teilnahme zurückgezogen | Teilnahme zurückgezogen | Teilnahme zurückgezogen | Teilnahme zurückgezogen | Teilnahme zurückgezogen | Teilnahme zurückgezogen |
| 2012              | Nepal             | nicht qualifiziert        | nicht qualifiziert      | nicht qualifiziert      | nicht qualifiziert      | nicht qualifiziert      | nicht qualifiziert      | nicht qualifiziert      |
| 2014              | Malediven         | 4. Platz                  | 5                       | 1                       | 3                       | 1                       | 4                       | 4                       |
| Gesamt            |                   | Bestes Ergebnis: 4. Platz | 11                      | 1                       | 5                       | 5                       | 7                       | 19                      |

### Asienspiele (bis 1998)
Seit den Asienspielen 2002 sind nur noch die U-23-Auswahlmannschaften der jeweiligen Nationen spielberechtigt.
| Asienspiele   | Asienspiele        | Asienspiele               | Asienspiele        | Asienspiele        | Asienspiele        | Asienspiele        | Asienspiele        | Asienspiele        | Asienspiele |
| Jahr          | Gastgeber          | Ergebnis                  | Sp.                | S                  | U                  | N                  | T                  | GT                 |             |
| ------------- | ------------------ | ------------------------- | ------------------ | ------------------ | ------------------ | ------------------ | ------------------ | ------------------ | ----------- |
| 1951          | Indien             | 4. Platz                  | 2                  | 0                  | 0                  | 2                  | 0                  | 5                  |             |
| 1954          | Philippinen        | Vorrunde                  | 2                  | 0                  | 0                  | 2                  | 4                  | 12                 |             |
| 1958 bis 1998 | nicht teilgenommen | nicht teilgenommen        | nicht teilgenommen | nicht teilgenommen | nicht teilgenommen | nicht teilgenommen | nicht teilgenommen | nicht teilgenommen |             |
| Gesamt        |                    | Bestes Ergebnis: 4. Platz | 4                  | 0                  | 0                  | 4                  | 4                  | 17                 |             |

### Olympische Spiele (bis 1988)
Seit den Olympischen Spielen 1992 sind nur noch die U-23-Auswahlmannschaften der jeweiligen Nationen spielberechtigt.
| Olympische Spiele | Olympische Spiele  | Olympische Spiele         | Olympische Spiele  | Olympische Spiele  | Olympische Spiele  | Olympische Spiele  | Olympische Spiele  | Olympische Spiele  | Olympische Spiele |
| Jahr              | Gastgeber          | Ergebnis                  | Sp.                | S                  | U                  | N                  | T                  | GT                 |                   |
| ----------------- | ------------------ | ------------------------- | ------------------ | ------------------ | ------------------ | ------------------ | ------------------ | ------------------ | ----------------- |
| 1908 bis 1936     | kein IOC-Mitglied  | kein IOC-Mitglied         | kein IOC-Mitglied  | kein IOC-Mitglied  | kein IOC-Mitglied  | kein IOC-Mitglied  | kein IOC-Mitglied  | kein IOC-Mitglied  |                   |
| 1948              | London             | Vorrunde                  | 1                  | 0                  | 0                  | 1                  | 0                  | 6                  |                   |
| 1952 bis 1956     | nicht teilgenommen | nicht teilgenommen        | nicht teilgenommen | nicht teilgenommen | nicht teilgenommen | nicht teilgenommen | nicht teilgenommen | nicht teilgenommen |                   |
| 1960              | Rom                | nicht qualifiziert        | -                  | -                  | -                  | -                  | -                  | -                  |                   |
| 1964 bis 1988     | nicht teilgenommen | nicht teilgenommen        | nicht teilgenommen | nicht teilgenommen | nicht teilgenommen | nicht teilgenommen | nicht teilgenommen | nicht teilgenommen |                   |
| Gesamt            |                    | Bestes Ergebnis: Vorrunde | 1                  | 0                  | 0                  | 1                  | 0                  | 6                  |                   |